# Hurlyburly
Hurlyburly  és una pel·lícula estatunidenca dirigida per Anthony Drazan i estrenada l'any 1998. Ha estat doblada al català.

## Argument
A les altures de Hollywood, Eddie, un poderós director de càsting i els seus tres millors amics, Mickey que fa un break lluny de la seva dona i dels seus fills, l'actor Artie i l'actor debutant Phil, es consagren a l'art de les festes a base d'alcohol, cocaïna i marihuana. La casa que comparteixen dos d'ells serà l'escenari principal en el qual aquests subjectes, atrapats en una crisi existencial i professional, reflexionen sobre les seves vides i el destí que els espera.a i de l'evocació de vells records. El que els uneix: sexe, mentides i obsessions.
Al si d'aquest club exclusivament masculí, intervenen tres dones a la deriva: la bonica Darlène, Donna, una adolescent abandonada i Bonnie, una ballarina exòtica.

## Repartiment
- Sean Penn: Eddie
- Kevin Spacey: Mickey
- Robin Wright Penn: Darlene
- Chazz Palminteri: Phil
- Garry Shandling: Artie
- Anna Paquin: Donna
- Meg Ryan: Bonnie
- Kenny Vance: el cantant
- Michaline Babich: la recepcionista

## Premis i nominacions
- Talla Volpi per a la millor interpretació masculina l'any 1998 a la Mostra de Venècia per a Sean Penn.

- 1998: Premis Independent Spirit: Nominada a l'Independent Spirit al millor actor (Sean Penn)

## Crítica
- "Duríssima i lliure comèdia negra "off Hollywood"[3]

- "No pot desprendre's dels seus orígens teatrals i tanta verborrea es converteix en un handicap. A més, la trama no està ben resolta. Però el seu eficaç repartiment i la seva crítica és tan feroç que acaba convertida en una gran pel·lícula menor":[4] Diari El País